# R1b haplocsoport

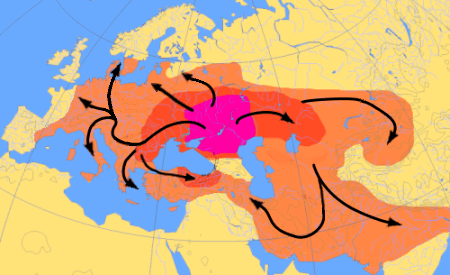
Az indoeurópai vándorlások térképe Kr. e. 4000 és 1000 között a Kurgan-modell szerint. A magenta színű terület a feltételezett urheimat (Samara kultúra, Sredny Stog kultúra)

Az R1b haplocsoport az R1b (R-M343) haplocsoport (korábban Hg1 és Eu18 néven ismert) egy emberi Y-kromoszóma haplocsoport, mely a leggyakrabban előforduló apai vonal Nyugat-Európában, valamint Oroszország egyes részein (pl. a baskírok) és a közép-afrikai Száhel-övezetben, nevezetesen: Kamerun, Csád, Guinea, Mauritánia, Mali, Niger, Nigéria és Szenegál (Csád egyes részein koncentráltan a Hausa törzsben és Kamerun csádi nyelvű etnikai csoportjai között).
A klád alacsonyabb gyakorisággal jelen van Kelet-Európában, Nyugat-Ázsiában, Közép-Ázsiában, valamint Észak-Afrika, Dél-Ázsia és Közép-Ázsia egyes részein is.
Az R1b-nek két elsődleges ága van: R1b1-L754 és R1b2-PH155. Az R1b1-L754-nek két fő szubkládja van: R1b1a1b-M269, amely Nyugat-Európában uralkodik, és R1b1b-V88, amely ma Közép-Afrika egyes részein gyakori. A másik ág, az R1b2-PH155 olyan ritka és széles körben elterjedt, hogy nehéz következtetéseket levonni az eredetére vonatkozóan. Bahreinben, Indiában, Nepálban, Bhutánban, Ladakban, Tádzsikisztánban, Törökországban és Nyugat-Kínában találták meg.
Az ősi DNS-vizsgálatok szerint a legtöbb R1a és R1b vonal az indoeurópai nyelvekkel együtt a Pontoszi sztyeppéről terjeszkedhetett.
Lehetséges származási idő Valószínűleg nem sokkal az R1 után, valószínűleg i.e. 18.000-14.000 között
Lehetséges származási hely Nyugat-Ázsia, Észak-Eurázsia vagy Kelet-Európa.
R1 ős
Leszármazottak	
R1b1a (L754, PF6269, YSC0000022)
R1b2 (PH155)
Meghatározó mutációk M343
Az R1b (R-M343) haplocsoport (korábban Hg1 és Eu18 néven ismert) egy emberi Y-kromoszóma haplocsoport.
- Mathieson I, Alpaslan-Roodenberg S, Posth C, Szécsényi-Nagy A, Rohland N, Mallick S, et al. (March 2018). "The genomic history of southeastern Europe". Nature. 555 (7695): 197–203. Bibcode:2018Natur.555..197M. doi:10.1038/nature25778. PMC 6091220. PMID 29466330.
- Narasimhan VM, Patterson N, Moorjani P, Rohland N, Bernardos R, Mallick S, et al. (September 2019). "The formation of human populations in South and Central Asia". Science. 365 (6457): eaat7487. doi:10.1126/science.aat7487. PMC 6822619. PMID 31488661.
- Olalde I, Brace S, Allentoft ME, Armit I, Kristiansen K, Booth T, et al. (March 2018). "The Beaker phenomenon and the genomic transformation of northwest Europe". Nature. 555 (7695): 190–196. Bibcode:2018Natur.555..190O. doi:10.1038/nature25738. PMC 5973796. PMID 29466337.
- Haak, Wolfgang; Lazaridis, Iosif; Patterson, Nick; Rohland, Nadin; Mallick, Swapan; Llamas, Bastien; Brandt, Guido; Nordenfelt, Susanne; et al. (2015). "Massive migration from the steppe is a source for Indo-European languages in Europe". Nature. 522 (7555): 207–211. arXiv:1502.02783. Bibcode:2015Natur.522..207H. bioRxiv 10.1101/013433. doi:10.1038/NATURE14317. PMC 5048219. PMID 25731166.
- Sánchez-Quinto F, Malmström H, Fraser M, Girdland-Flink L, Svensson EM, Simões LG, et al. (May 2019). "Megalithic tombs in western and northern Neolithic Europe were linked to a kindred society". Proceedings of the National Academy of Sciences of the United States of America. 116 (19): 9469–9474. *Bibcode:2019PNAS..116.9469S. doi:10.1073/pnas.1818037116. PMC 6511028. PMID 30988179.
- Fu Q, Posth C, Hajdinjak M, Petr M, Mallick S, Fernandes D, et al. (June 2016). "The genetic history of Ice Age Europe". Nature. 534 (7606): 200–5. *Bibcode:2016Natur.534..200F. doi:10.1038/nature17993. PMC 4943878. PMID 27135931.